# Happy Birthday (álbum de Pete Townshend)
Happy Birthday es un álbum de estudio conceptual fruto de la colaboración de Pete Townshend con amigos como Ronnie Lane, publicado por Universal Spiritual League en febrero de 1970. El álbum, del cual solo se imprimieron 2 500 copias en su edición original, fue publicado conmemorando el nacimiento de Meher Baba y fue el primero de una serie de tres discos tributo que Townshend dedicó a su mentor espiritual. Otros dos discos dedicados a Meher Baba incluyeron I Am y With Love, posteriormente recopilados en el álbum Jai Baba. Varias canciones de Happy Birthday y I Am aparecieron dos años después en el álbum de Townshend Who Came First.

## Lista de canciones
Cara A
1. Pete Townshend: "Content" (letra de Maud Kennedy)
2. Pete Townshend y Ronnie Lane: "Evolution" (letra y música: Ronnie Lane)
3. Pete Townshend: "Day of Silence" (letra y música: Pete Townshend)
4. Meher Baba's Universal Players: "Alan Cohen Speaks" (sitar: Vytas Serelis)
5. Pete Townshend: "Mary Jane" (letra: Michael Westlake, música: Pete Townshend)
6. Meher Baba's Universal Players: "Alan Cohen Speaks" (letra: Meher Baba)
7. Pete Townshend: "The Seeker" (letra y música: Pete Townshend)
8. Mike Da Costa: "Meditation" (poema de Mike Da Costa)

Cara B
1. Pete Townshend: "Begin the Beguine" (letra y música: Cole Porter)
2. Ron Geesin: "With a Smile Up His Nose They Entered" (instrumental, música de Ron Geesin)
3. Pete Townshend: "The Love Man" (letra y música: Pete Townshend)